# しょうもない僕らの恋愛論
『しょうもない僕らの恋愛論』（しょうもないぼくらのれんあいろん、英語: Our Little Love Story）は、原秀則による日本の漫画作品。『ビッグコミック』（小学館）にて、2019年2号から2021年7号まで連載された。全6巻。
連載終了後の2021年8号に特別編が掲載された。
2023年1月期にテレビドラマ化された。

## 登場人物
筒見 拓郎（つつみ たくろう）
エディトリアルデザイナー。40代前半の独身男性。
谷村 安奈
拓郎の大学時代のバンド仲間。拓郎の初恋の人。くるみの亡き母。
谷村 くるみ（たにむら くるみ）
安奈の遺児。女子高生。拓郎に惹かれてゆく。
森田 絵里（もりた えり）
拓郎の高校の同級生。大手スーパーの課長。
平尾 研二
くるみの父。安奈とは早くに離婚している。輸入雑貨会社の社長。マイペースでチャラい。
小椋 悠
くるみの同級生で幼馴染。優等生。
くるみのおばあちゃん
くるみの母方の祖母。喫茶店を経営し、くるみと二人で暮らしている。安奈と離婚したくるみの父を毛嫌いしている。

## 書誌情報
- 原秀則 『しょうもない僕らの恋愛論』 小学館〈ビッグコミックス〉、全6巻
  1. 2019年07月30日発売[4][5]、ISBN 978-4-09-860359-6　
  2. 2019年11月29日発売[6][7]、ISBN 978-4-09-860493-7
  3. 2020年03月30日発売[8][9]、ISBN 978-4-09-860555-2
  4. 2020年07月30日発売[10][11]、ISBN 978-4-09-860685-6
  5. 2020年11月30日発売[12][13]、ISBN 978-4-09-860771-6
  6. 2021年04月30日発売[14][15]、ISBN 978-4-09-861028-0

## テレビドラマ
2023年1月19日から3月23日まで、読売テレビ製作・日本テレビ系の深夜ドラマ枠「木曜ドラマ」で放送された。主演は眞島秀和。

### キャスト

#### 主要人物
筒見拓郎（つつみ たくろう）〈41〉
演 - 眞島秀和（大学時代：水沢林太郎）
書籍デザイナー。40代前半の独身男性。
森田絵里（もりた えり）〈41〉
演 - 矢田亜希子（大学時代：三原羽衣）
拓郎が高校時代の同級生。大手家電メーカーの美容機器部門の課長。
谷村くるみ（たにむら くるみ）〈17〉
演 - 中田青渚
拓郎が大学時代に愛した人・安奈の遺児。女子高生。
母の名前・谷村安奈を使い、SNSで拓朗に友達申請して接触を図る。
大学に入学すると、出版社「由岳館」のコミック編集部でアルバイトする。

#### JIRO
拓郎の勤めるデザイン会社。
木ノ下二郎〈63〉
演 - 杉本哲太
社長。
野口真二
演 - 水間ロン
拓郎の同僚。
太田雅哉
演 - 金井浩人
拓郎の同僚。

#### 拓郎のバンド仲間
大学時代、拓郎とバンドを組んでいた仲間。
宇崎
演 - 黒田大輔

柳
演 - 好井まさお

谷村安奈
演 - 中田青渚（二役、回想シーン）
拓郎が大学時代に愛した人。

#### 絵里の関係者
堀江俊彦〈30〉
演 - 古舘佑太郎
絵里の勤める会社の後輩。
河島薫
演 - 内田慈
絵里の勤める会社の同僚。

#### くるみの関係者
小椋悠〈17〉
演 - 木全翔也（JO1）
くるみの同級生で幼馴染。
亜衣子
演 - 吉田伶香
くるみの同級生で親友。
谷村桃子〈65〉
演 - 手塚理美
くるみの祖母。喫茶店を経営する。
平尾研二〈47〉
演 - 橋本じゅん
くるみの父。安奈とは早くに離婚している。
船村青磁
演 - 本多力
くるみが通う高校の美術教師。

#### その他
マスター〈60〉
演 - 嶋田久作
拓郎の行きつけのバー「ちゃらんぽらん」のマスター。
南耕一郎
演 - 藤原光博（リットン調査団）
出版社「由岳館」の編集。漫画家ワカタマコを担当。
ワカタマコ
演 - 木村祐一
拓郎が書籍デザインを担当する人気漫画家。

### スタッフ
- 原作 - 原秀則『しょうもない僕らの恋愛論』（小学館「ビッグコミックス」刊）
- 脚本 - いとう菜のは[3]、今西祐子[3]、近藤啓介、安藤凛
- 音楽 - MAYUKO[20]
- 主題歌 - JO1「We Good」（LAPONE ENTERTAINMENT）[21]
- 監督 - 近藤啓介[3]、松本花奈[3]、本田隆一[3]
- チーフプロデューサー - 沼田賢治[3]
- プロデューサー - 山本晃久（読売テレビ）[3]、大沼知朗（吉本興業）[3]、古賀俊輔（ザフール）[3]、長坂淳子（ザフール）[3]
- 制作協力 - 吉本興業[3]
- 制作プロダクション：ザフール[3]
- 制作著作 - 読売テレビ

### 放送日程
| 各話 | 放送日  | サブタイトル                   | 脚本            | 監督     |
| ---- | ------- | ------------------------------ | --------------- | -------- |
| #1   | 1月19日 | 愛した人から届いた友達申請     | 近藤啓介 安藤凛 | 近藤啓介 |
| #2   | 1月26日 | 果たせなかった20年前の約束     | 今西祐子        | 松本花奈 |
| #3   | 2月02日 | ライバル登場!揺らぐ自信と情熱  | いとう菜のは    | 近藤啓介 |
| #4   | 2月09日 | 愛の大乱闘!25年の片想い        | いとう菜のは    | 近藤啓介 |
| #5   | 2月16日 | やっと言えた「好きだった」     | 今西祐子        | 松本花奈 |
| #6   | 2月23日 | 大切なものは一番近くにあった   | 今西祐子        | 松本花奈 |
| #7   | 3月02日 | 大切なことをお互い話せているか | いとう菜のは    | 本田隆一 |
| #8   | 3月09日 | 自分の人生を後悔したくないから | いとう菜のは    | 近藤啓介 |
| #9   | 3月16日 | 友達じゃなく恋人になりたかった | 今西祐子        | 松本花奈 |
| #10  | 3月23日 | 俺の中のしょうもないモン       | いとう菜のは    | 近藤啓介 |

### スピンオフドラマ

#### TVerオリジナルストーリー
本編の前日譚となるエピソードが動画配信サービス「TVer」にて独占配信され、前編が同年1月5日の18時から、後編が同年1月19日の0時からそれぞれ配信された。
喫茶店を舞台に、本編に登場するくるみと悠を中心に物語が展開される。

#### キャスト（TVerスピンオフドラマ）
- 谷村くるみ - 中田青渚[21]
- 小椋悠 - 木全翔也（JO1）[21]
- 筒見拓郎 - 眞島秀和[21]
- 森田絵里 - 矢田亜希子[21]
- 喫茶店の店員 - 葉月あさひ[23]

##### Side A（前編）
- 男子中学生 - 佐藤和太[24]
- 女子中学生 - 小林桃子[25]

##### Side B（後編）
- ピエロ - キャプテン★ザコ[26]
- ピエロを平手打ちする男 - 山中聡[27]

#### スタッフ（TVerスピンオフドラマ）
- 原作 - 原秀則『しょうもない僕らの恋愛論』（小学館「ビッグコミックス」刊）
- 脚本 - いとう菜のは
- 音楽 - MAYUKO
- 主題歌 - JO1「We Good」（LAPONE ENTERTAINMENT）
- 監督 - 近藤啓介

#### 配信日程（TVerスピンオフドラマ）
| 話数        | 配信日  | サブタイトル           |
| ----------- | ------- | ---------------------- |
| #0 - Side A | 1月05日 | 「アップルレモネード」 |
| #0 - Side B | 1月19日 | 「ブラックコーヒー」   |

### Huluオリジナルストーリー
『しょうもない僕らの恋愛論 ～恋の始まりと終わり～』（～こいのはじまりとおわり～）のタイトルで、動画配信サービス「Hulu」にて、3月2日の第7話放送終了後から配信。全2話。

#### キャスト（Huluスピンオフドラマ）
- 小椋悠 - 木全翔也（JO1）
- 森田絵里 - 矢田亜希子

#### 配信日程（Huluスピンオフドラマ）
| 話数     | 配信日  | サブタイトル               |
| -------- | ------- | -------------------------- |
| 第7.5話  | 3月03日 | 恋が芽生えたあの日のこと…  |
| 第10.5話 | 3月24日 | しょうもない僕らの恋の結末 |

| 読売テレビ製作・日本テレビ系列 木曜ドラマ | 読売テレビ製作・日本テレビ系列 木曜ドラマ            | 読売テレビ製作・日本テレビ系列 木曜ドラマ |
| 前番組                                    | 番組名                                               | 次番組                                    |
| ----------------------------------------- | ---------------------------------------------------- | ----------------------------------------- |
| Sister （2022年10月20日 - 12月22日）      | しょうもない僕らの恋愛論 （2023年1月19日 - 3月23日） | 勝利の法廷式 （2023年4月13日 - 6月15日）  |